# Ясачна
Ясачна (якут. Дьаһаак) — річка в Магаданській області і Якутії, ліва притока Колими.

## Загальні відомості
У Магаданській області протікає по території Ягоднинського і Сусуманського районів, в Якутії — в Верхньоколимському улусі. Бере свій початок на східних відрогах хребта Черського злиттям Лівої і Правої Ясачної. Довжина — 441 км (від витоку Правої Ясачної — 490 км), площа водозбірного басейну — 35 900 км². Після виходу з гір тече по Колимській низовині, в пониззі розбивається на рукави. Живлення снігове і дощове. Замерзає в жовтні, розкривається в кінці травня — початку червня. Основні притоки зліва: Омульовка, Олгуя, Розсоха, Гонюха. У гирлі — смт Зирянка.

## Гідрологія
Середньорічний витрата води в районі села Нелемне (80 км від гирла) становить 329 м³/с.